# Jaskinia Ziobrowa
Jaskinia Ziobrowa, właściwie System Jaskinia Ziobrowa – jaskinia w Zbójnickiej Turni w Dolinie Kościeliskiej w Tatrach Zachodnich.  Długość jaskini wynosi 160 metrów, a jej deniwelacja 19 metrów.

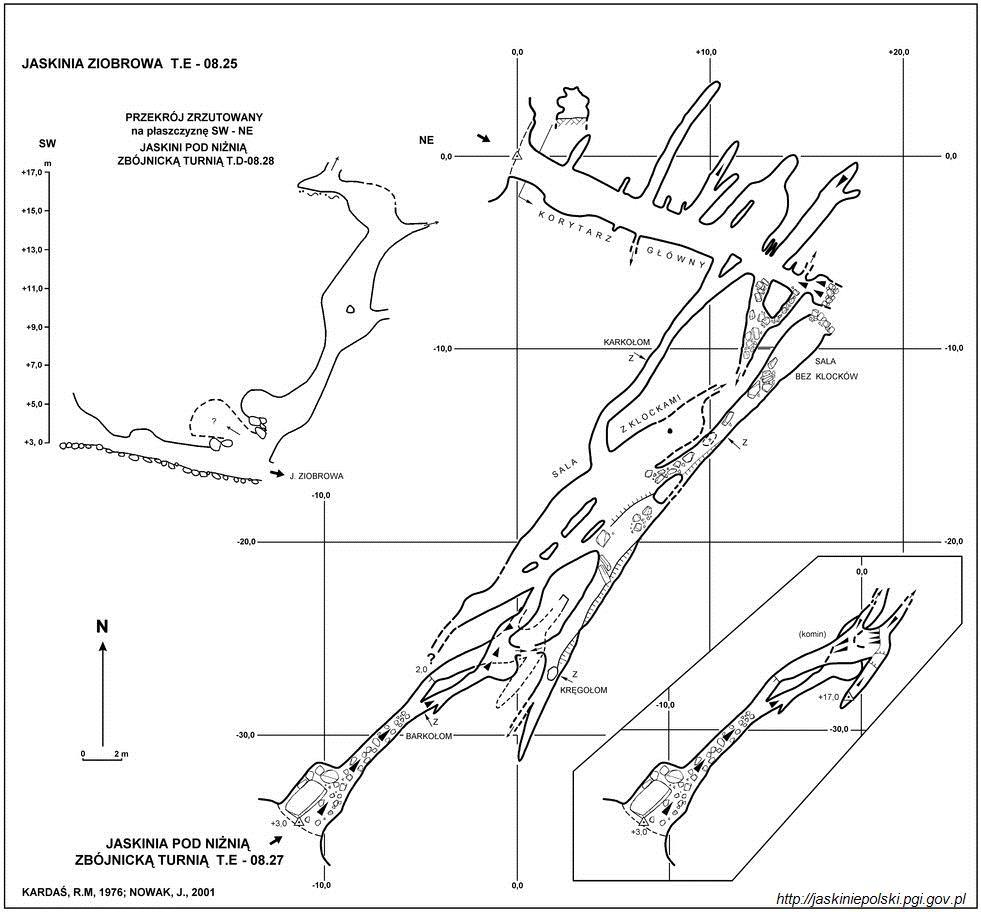
Plan jaskini

System Jaskinia Ziobrowa jest określeniem obejmującym 2 jaskinie poznawane niezależnie od siebie i w wyniku odkryć połączone ze sobą. Są to: Jaskinia Ziobrowa i Jaskinia pod Niżnią Zbójnicką Turnią.

## Jaskinia Ziobrowa
Inne nazwy to Jaskinia Niżnia pod Zamkiem, Jaskinia Zbiorowa. Wejście do niej znajduje się w Żarze, poniżej Nyży nad Ziobrową, w pobliżu Małej Szczeliny, na wysokości 1104 metrów n.p.m. prawie naprzeciw leżącej po wschodniej stronie Doliny Kościeliskiej Jaskini Obłazkowej.

### Opis jaskini
Z otworu wejściowego idzie się Korytarzem Głównym do szczeliny, przechodzącej w rurę, która dochodzi do Zacisku Karkołomnego. Po jego pokonaniu dochodzi się do Sali z Klockami. Odchodzi stąd parę ciągów. Jeden z nich prowadzi do Salki bez Klocków, w drugą stronę idzie się do Zacisku Kręgołomnego, za którym korytarz kończy się ślepo. Kontynuacją ciągu głównego jest jeden z trzech korytarzyków, który prowadzi do rozszerzenia i szczeliny kończącej się Zaciskiem Barkołomnym. Za nim wchodzi do Jaskini pod Niżnią Zbójnicką Turnią.

## Jaskinia pod Niżnią Zbójnicką Turnią
Inna nazwa to Dziura przy Ziobrowej. Wejście do niej znajduje się w Żarze, niedaleko Jaskini Ziobrowej i Nyży za Załomem, na wysokości 1108 metrów n.p.m. prawie naprzeciw leżącej po wschodniej stronie Doliny Kościeliskiej Jaskini Obłazkowej.

### Opis jaskini
Z otworu jaskini idzie się niewysokim korytarzykiem, który doprowadza do stromego kominka. Na jego dnie znajduje się szczelina prowadząca przez Zacisk Barkołomny do Jaskini Ziobrowej. Kominek prowadzi do najwyższego punktu jaskini i kończy się szczeliną.

## Przyroda
W jaskini można spotkać niewielkie stalaktyty, polewy naciekowe oraz mleko wapienne. Niewielki stalagnat znajduje się w Sali z Klockami

## Historia odkryć
Otwór jaskini i jej początkowe korytarze były znane od dawna. Na południowej ścianie przy otworze zachowały się znaki poszukiwaczy skarbów. 
Jednak dopiero w 2006 roku zbadano dalsze fragmenty jaskini, a w 2007 roku odkryto, że łączy się ona z Jaskinią pod Niżnią Zbójnicką Turnią, tworząc jeden system jaskiniowy.